# 瑪麗娜·杜克·馬里尼奧
瑪麗娜·杜克·馬里尼奧（西班牙語：Mariana Duque Mariño，1989年8月12日—），哥倫比亞女子职业网球运动员，2005年轉職業。她的WTA生涯最高單打排名為第66（2015年10月12日）。

## 外部連結
- 瑪麗娜·杜克·馬里尼奧的国际女子网球协会官方資料（英文）
- 瑪麗娜·杜克·馬里尼奧的國際網球總會 職業／青少年 官方資料（英文）
- Fed Cup - Player profile - Mariana Duque Mariño (COL) （页面存档备份，存于）